# 68000er
68000er ist ein ehemaliges aus einer Sonderheftreihe der Happy Computer im Jahr 1986 entstandenes Computermagazin. Benannt war das Magazin nach den Motorola-68000-Prozessoren, es behandelte ursprünglich sowohl die Atari-ST-, die Amiga- und die Apple Macintosh-Computer. Ab Mitte 1987 wurde das Magazin thematisch auf drei neue Zeitschriften aufgeteilt – ST Magazin, Amiga-Magazin und Macintosh-Magazin.
Im Jahr 1986 erschienen unter dem Thema 68000er vier Sonderausgaben der Happy Computer mit einem markanten silberfarbenen Titelcover. Ab der Ausgabe 01/1987 erschien das 68000er-Magazin monatlich und eigenständig im Markt & Technik Verlag. Ab Ausgabe 04/1988 wurde die Zeitschrift für einen kurzen Zeitraum in ST Magazin 68000er und letztendlich in ST Magazin umbenannt. Damit wurde dem Umstand Rechnung getragen, dass durch das seit Mitte 1987 erschienene Amiga-Magazin der Amiga sowie mit dem Macintosh-Magazin diese Rechner aus der Computerzeitschrift herausgenommen und nur noch über den Atari ST berichtet wurde. Chefredakteur der Zeitschrift war Horst Brandl.